# Molophilus eugonius
Molophilus eugonius är en tvåvingeart som beskrevs av Alexander 1927. Molophilus eugonius ingår i släktet Molophilus och familjen småharkrankar. Inga underarter finns listade i Catalogue of Life.